# Rally van Corsica 2006
De Rally van Corsica 2006, formeel 50ème Tour de Corse - Rallye de France, was de 50e editie van de Rally van Corsica en de zesde ronde van het wereldkampioenschap rally in 2006. Het was de 412e rally in het wereldkampioenschap rally die georganiseerd wordt door de Fédération Internationale de l'Automobile (FIA). De start en finish was in Ajaccio.

## Programma
| Etappe | Datum            | Klassementsproeven | Competitieve afstand |
| ------ | ---------------- | ------------------ | -------------------- |
| 1      | Vrijdag 7 april  | 4                  | 121,34 kilometer     |
| 2      | Zaterdag 8 april | 4                  | 120,74 kilometer     |
| 3      | Zondag 9 april   | 4                  | 112,10 kilometer     |
|        |                  |                    |                      |
| Totaal | Totaal           | 12                 | 354,18 kilometer     |

## Resultaten
| Algemene top tien | Algemene top tien | Algemene top tien        | Algemene top tien                | Algemene top tien | Algemene top tien | Algemene top tien | Algemene top tien |
| Pos.              | #                 | Rijder                   | Auto                             | Gr/kl             | Tijd              | Eerste            | Punten            |
| Pos.              | #                 | Navigator                | Inschrijving                     | C                 | Straftijd         | Vorige            | Punten            |
| ----------------- | ----------------- | ------------------------ | -------------------------------- | ----------------- | ----------------- | ----------------- | ----------------- |
| 1.                | 1                 | Sébastien Loeb           | Citroën Xsara WRC                | A8                | 3:43:05,4         | 0:00              | 10                |
| 1.                | 1                 | Daniel Elena             | Kronos Total Citroën WRT         | C                 |                   | =                 | 10                |
| 2.                | 3                 | Marcus Grönholm          | Ford Focus RS WRC 06             | A8                | 3:43:34,4         | + 29,0            | 8                 |
| 2.                | 3                 | Timo Rautiainen          | BP Ford World Rally Team         | A8                |                   | + 29,0            | 8                 |
| 3.                | 15                | Daniel Sordo             | Citroën Xsara WRC                | A8                | 3:44:54,1         | + 1:48,7          | 6                 |
| 3.                | 15                | Marc Martí               | Daniel Sordo                     | A8                |                   | + 1:19,7          | 6                 |
| 4.                | 4                 | Mikko Hirvonen           | Ford Focus RS WRC 06             | A8                | 3:45:04,6         | + 1:59,2          | 5                 |
| 4.                | 4                 | Jarmo Lehtinen           | BP Ford World Rally Team         | A8                |                   | + 10,5            | 5                 |
| 5.                | 19                | Alexandre Bengué         | Peugeot 307 WRC                  | A8                | 3:45:53,1         | + 2:47,7          | 4                 |
| 5.                | 19                | Caroline Escudero-Bengué | Alexandre Bengué                 | A8                |                   | + 48,5            | 4                 |
| 6.                | 2                 | Xavier Pons              | Citroën Xsara WRC                | A8                | 3:46:15,6         | + 3:10,2          | 3                 |
| 6.                | 2                 | Carlos del Barrio        | Kronos Total Citroën WRT         | C                 |                   | + 22,5            | 3                 |
| 7.                | 7                 | Manfred Stohl            | Peugeot 307 WRC                  | A8                | 3:48:06,7         | + 5:01,3          | 2                 |
| 7.                | 7                 | Ilka Minor               | OMV Peugeot Norway               | C                 |                   | + 1:51,1          | 2                 |
| 8.                | 6                 | Stéphane Sarrazin        | Subaru Impreza S12 WRC 06        | A8                | 3:48:27,3         | + 5:21,9          | 1                 |
| 8.                | 6                 | Stéphane Prévot          | Subaru World Rally Team          | C                 |                   | + 20,6            | 1                 |
| 9.                | 25                | Gigi Galli               | Peugeot 307 WRC                  | A8                | 3:48:47,9         | + 5:42,5          |                   |
| 9.                | 25                | Giovanni Bernacchini     | Gianluigi Galli                  | A8                |                   | + 20,6            |                   |
| 10.               | 17                | Jan Kopecký              | Škoda Fabia WRC                  | A8                | 3:49:16,8         | + 6:11,4          |                   |
| 10.               | 17                | Filip Schovánek          | Czech Rally Team Škoda - Kopecký | A8                |                   | + 28,9            |                   |
| DNF top tien      |                   |                          |                                  |                   |                   |                   |                   |
| Pos.              | #                 | Rijder                   | Auto                             | Gr/kl             | KP                | Reden             | Reden             |
| Pos.              | #                 | Navigator                | Inschrijving                     | C                 | KP                | Reden             | Reden             |
| DNF               | 10                | Jari-Matti Latvala       | Ford Focus RS WRC 04             | A8                | 6                 | Ongeluk           | Ongeluk           |
| DNF               | 10                | Miikka Anttila           | Stobart VK Ford Rally Team       | C                 | 6                 | Ongeluk           | Ongeluk           |
| DNF               | 18                | François Duval           | Škoda Fabia WRC                  | A8                | 8                 | Ongeluk           | Ongeluk           |
| DNF               | 18                | Patrick Pivato           | First Motorsport                 | A8                | 8                 | Ongeluk           | Ongeluk           |
| DNF               | 20                | Nicolas Vouilloz         | Peugeot 307 WRC                  | A8                | 5                 | Ongeluk           | Ongeluk           |
| DNF               | 20                | Jack Boyère              | Équipe de France FFSA            | A8                | 5                 | Ongeluk           | Ongeluk           |
| DNF               | 32                | Kris Meeke               | Citroën C2 S1600                 | A6                | 7                 | Motor             | Motor             |
| DNF               | 32                | Glenn Patterson          | Kris Meeke                       | A6                | 7                 | Motor             | Motor             |
| DNF               | 36                | Luca Betti               | Renault Clio S1600               | A6                | 6                 | Ongeluk           | Ongeluk           |
| DNF               | 36                | Piercarlo Capolongo      | Luca Betti                       | A6                | 6                 | Ongeluk           | Ongeluk           |
| DNF               | 37                | Pavel Valoušek jr.       | Suzuki Swift S1600               | A6                | 8                 | Ongeluk           | Ongeluk           |
| DNF               | 37                | Pierangelo Scalvini      | Pavel Valoušek jr.               | A6                | 8                 | Ongeluk           | Ongeluk           |
| DNF               | 61                | François Leandri         | Subaru Impreza 555               | A8                | 3                 | Mechanisch        | Mechanisch        |
| DNF               | 61                | Gilbert Luigi            | François Leandri                 | A8                | 3                 | Mechanisch        | Mechanisch        |
| DNF               | 68                | Dimitar Iliev            | Mitsubishi Lancer Evo IX         | N4                | 7                 | Mechanisch        | Mechanisch        |
| DNF               | 68                | Yanaki Yanakiev          | Dimitar Iliev                    | N4                | 7                 | Mechanisch        | Mechanisch        |
| DNF               | 69                | Jean-Dominique Mattei    | Mitsubishi Lancer Evo IX         | N4                | 7                 | Ongeluk           | Ongeluk           |
| DNF               | 69                | Ugo Gregorj              | Jean-Dominique Mattei            | N4                | 7                 | Ongeluk           | Ongeluk           |
| DNF               | 76                | Julien Barbolosi         | Peugeot 306 Maxi                 | A7                | 7                 | Ongeluk           | Ongeluk           |
| DNF               | 76                | Pierre Boli              | Julien Barbolosi                 | A7                | 7                 | Ongeluk           | Ongeluk           |

| JWRC top drie          | JWRC top drie      | JWRC top drie |
| Pos.                   | Rijder             | Pnt.          |
| ---------------------- | ------------------ | ------------- |
| 1                      | Brice Tirabassi    | 10            |
| 2                      | Urmo Aava          | 8             |
| 3                      | Conrad Rautenbach  | 6             |
| Fiesta Trophy top drie |                    |               |
| Pos.                   | Rijder             | Pnt.          |
| 1                      | Alessandro Bettega | 10            |
| 2                      | Mathieu Biasion    | 8             |
| 3                      | Barry Clark        | 6             |

## Statistieken

#### Klassementsproeven
| Etappe | Datum   | KP | Starttijd | Naam                                       | Lengte   | Snelste rijder  | Tijd    | Gem. snelheid | Rallyleider    |
| ------ | ------- | -- | --------- | ------------------------------------------ | -------- | --------------- | ------- | ------------- | -------------- |
| 1      | 7 april | 1  | 9:38      | Ampaza - Col St. Eustache 1                | 32,89 km | Sébastien Loeb  | 20:45,5 | 95,07 km/u    | Sébastien Loeb |
| 1      | 7 april | 2  | 10:31     | Aullène - Arbellara 1                      | 27,78 km | Marcus Grönholm | 15:49,8 | 105,29 km/u   | Sébastien Loeb |
| 1      | 7 april | 3  | 14:34     | Ampaza - Col St. Eustache 2                | 32,89 km | Sébastien Loeb  | 20:48,8 | 94,81 km/u    | Sébastien Loeb |
| 1      | 7 april | 4  | 15:27     | Aullène - Arbellara 2                      | 27,78 km | Sébastien Loeb  | 15:51,4 | 105,12 km/u   | Sébastien Loeb |
|        |         |    |           |                                            |          |                 |         |               | Sébastien Loeb |
| 2      | 8 april | 5  | 9:53      | Vico - Plage du Liamone 1                  | 34,17 km | Sébastien Loeb  | 24:05,6 | 85,09 km/u    | Sébastien Loeb |
| 2      | 8 april | 6  | 11:31     | Ucciani - Bastelica 1                      | 26,20 km | Mikko Hirvonen  | 16:56,9 | 92,75 km/u    | Sébastien Loeb |
| 2      | 8 april | 7  | 14:54     | Vico - Plage du Liamone 2                  | 34,17 km | Sébastien Loeb  | 24:03,6 | 85,21 km/u    | Sébastien Loeb |
| 2      | 8 april | 8  | 16:32     | Ucciani - Bastelica 2                      | 26,20 km | Daniel Sordo    | 16:56,8 | 92,76 km/u    | Sébastien Loeb |
|        |         |    |           |                                            |          |                 |         |               | Sébastien Loeb |
| 3      | 9 april | 9  | 8:08      | Penitencier Coti Chiavari - Pietra Rossa 1 | 24,24 km | Sébastien Loeb  | 14:43,0 | 98,83 km/u    | Sébastien Loeb |
| 3      | 9 april | 10 | 8:51      | Pont de Calzola - Agosta 1                 | 31,81 km | Daniel Sordo    | 18:57,7 | 100,66 km/u   | Sébastien Loeb |
| 3      | 9 april | 11 | 11:34     | Penitencier Coti Chiavari - Pietra Rossa 2 | 24,24 km | Marcus Grönholm | 14:44,7 | 98,64 km/u    | Sébastien Loeb |
| 3      | 9 april | 12 | 12:17     | Pont de Calzola - Agosta 2                 | 31,81 km | Marcus Grönholm | 18:57,0 | 100,72 km/u   | Sébastien Loeb |

| KP overwinningen | KP overwinningen |
| Rijder           | Aantal           |
| ---------------- | ---------------- |
| Sébastien Loeb   | 6                |
| Marcus Grönholm  | 3                |
| Daniel Sordo     | 2                |
| Mikko Hirvonen   | 1                |

## Kampioenschap standen

#### Rijders
|   | Pos. | Rijder          | Pnt. |
| - | ---- | --------------- | ---- |
| = | 1    | Sébastien Loeb  | 46   |
| = | 2    | Marcus Grönholm | 35   |
| = | 3    | Daniel Sordo    | 22   |
| = | 4    | Manfred Stohl   | 13   |
| = | 5    | Petter Solberg  | 10   |

#### Constructeurs
|   | Pos. | Constructeur             | Pnt. |
| - | ---- | ------------------------ | ---- |
| = | 1    | Kronos Total Citroën WRT | 59   |
| = | 2    | BP Ford World Rally Team | 56   |
| = | 3    | Subaru World Rally Team  | 38   |
| = | 4    | OMV Peugeot Norway       | 21   |
| 1 | 5    | Red Bull Škoda           | 11   |

- Noot: Enkel de top 5-posities worden in beide standen weergegeven.